# Cerotelion pectinatus
Cerotelion pectinatus är en tvåvingeart som beskrevs av Arika Kimura 1975. Cerotelion pectinatus ingår i släktet Cerotelion och familjen platthornsmyggor. Inga underarter finns listade i Catalogue of Life.